# タキアン
タキアン（タイ語: ตะเคียน タイ語発音: [tàkʰīan]; 学名: Hopea odorata ホペア・オドラータ）とは、フタバガキ科ホペア属の高木の一種である。自生地はバングラデシュと東南アジアであり（参照: #分布）、タイでは精霊ナーン・タキアンの宿る木であるとする民間信仰が見られる（参照: #民俗）。また造船などに用いられる有用材や薬用となるダマール樹脂も得られる（参照: #利用）。

## 記載
現在バングラデシュ領であるチッタゴンからもたらされたタキアンの木は、カルカッタ（現・コルカタ）近郊にあるダウズウェル（Dowdeswell）という男の庭園に植栽されていた。この木に『コロマンデル海岸の植物』で1811年 Hopea odorata の学名を与えたのがウィリアム・ロクスバラであった。

## 分布
データベースによって分布情報に差異はあるが、IUCNレッドリスト・キュー植物園系の Plants of the World Online・World Plants の3者で共通して自生地として挙げられているのは次の地域である。バングラデシュ、インド領アンダマン諸島、ミャンマー（別名: ビルマ）、タイ、ラオス、カンボジア、ベトナム、マレー半島（World Plants はトレンガヌ州およびペラ州以北としている）といった地域に自生している。

## 生態
タキアンは低地の常緑林、乾燥林、丘の中腹や落葉林における小川のほとり、海岸近くの開けた森林、泥炭沼林で生育し（Ecocrop (1993–2007)）、フタバガキ科の樹木の混成林において見つかることが多い（Singh, Lakshminarasimhan & Pathak (2014)）が、タキアンのみからなる森林というものも存在する。最もよく生長した例では年間降雨量が1,200ミリメートルを上回り、かつ年平均気温が摂氏25-27度という条件であった。若木は日陰においても育つことができる（陰樹）が、後に豊富な光が必要となっていく。樹齢8-10歳以降になると花を咲かせるようになり、開花は2年ごとに2月から3月にかけて見られる。果実は4月から7月に熟し、風を利用して種子を飛ばす。種子は受精を必要としない（アポミクシス）。

## 特徴
樹高30-45メートルとなる大高木で樹幹は通直、径1メートルに達する。樹皮は暗褐色で、不規則な裂け方をする。
葉は単葉で互生し楕円形、長さ10-20センチメートルであり基部は微かに不揃いである。葉腋には気孔状膜状の物が見られる。
花は両性花で円錐花序が頂生・腋生し下垂、多数の小さな淡黄色で芳香のある花が2縦列に並び偏側生・反曲し絨毛で覆われた互生する分枝からなり、花弁は5枚、萼片は5つである。
果実はドングリ状の堅果で残存性の萼片が果実を包み、やや木質化した2枚の細長い翼状となる。

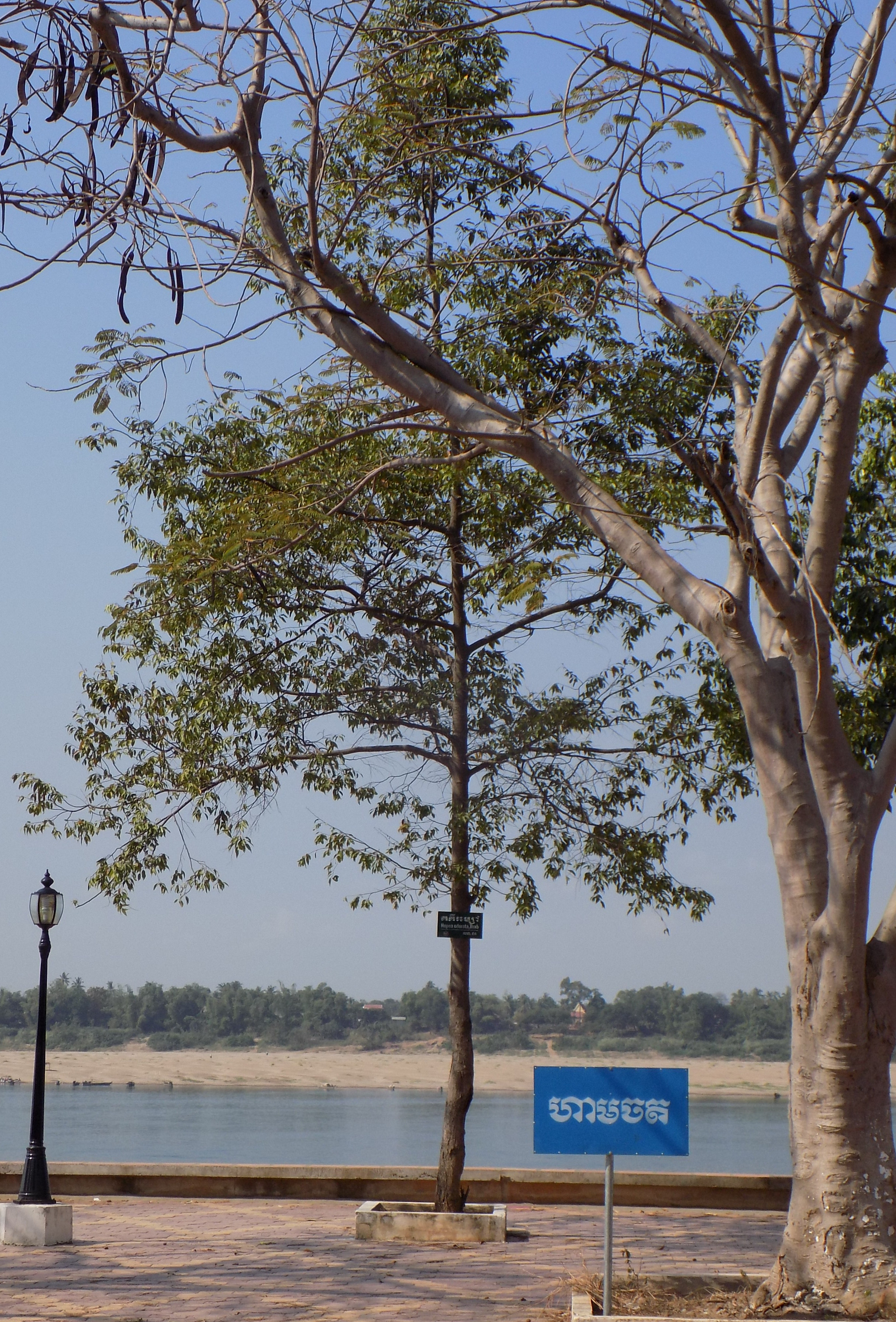
全体図（画面奥の樹木）。直立性。カンボジア、クラチエ州にて。
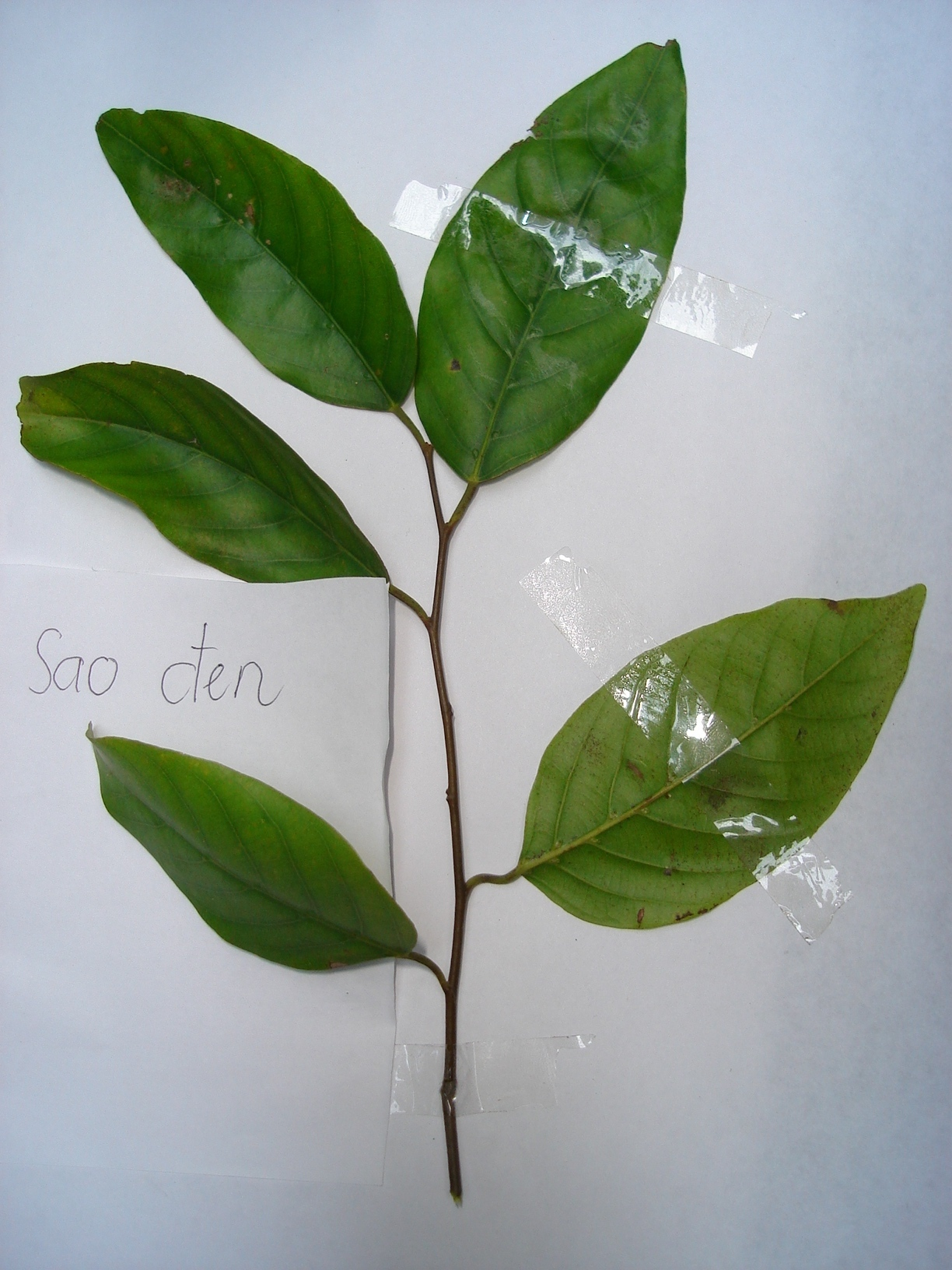
葉の標本。単葉が互生する。

## 保全状況
VULNERABLE (IUCN Red List Ver. 3.1 (2001))
タキアンは2017年に行われたIUCNレッドリストの評価では危急種（英: Vulnerable）とされ、農地を拡大するための森林開拓や地方で木材を得るための伐採を原因として直近3世代（300年以上）にわたって個体群の減少が30-50パーセント見られ、未来においてもそうした減少傾向が続く恐れがあるとされている。

## 人間との関係

### 民俗

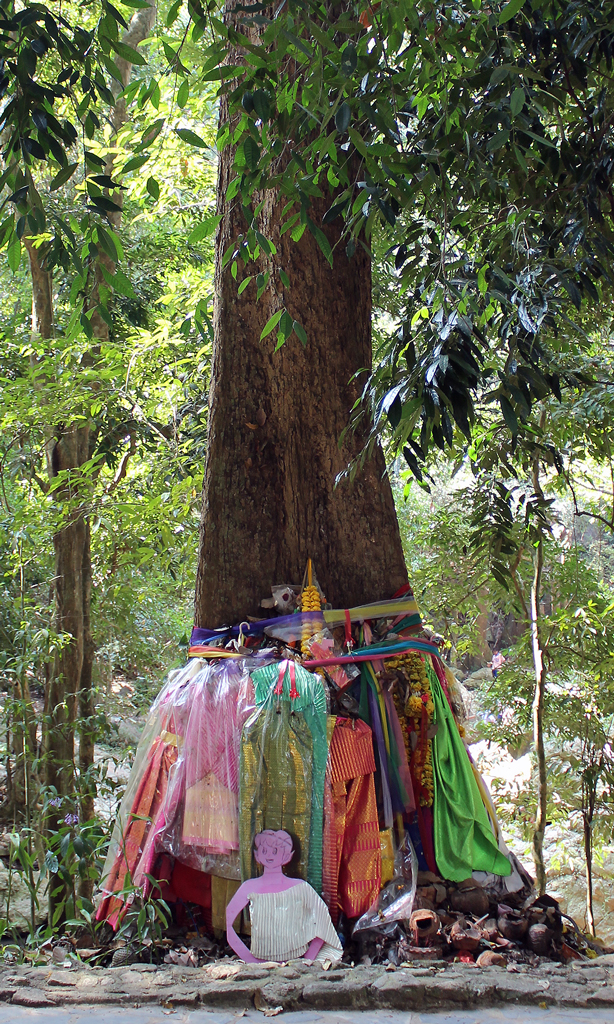
ナーン・タキアンを祀る木と供物。

タイではタキアンの木は大木になりやすく、また樹齢も長いために、木の精が宿るという信仰の対象とされるようになった。この精霊の名はナーン・タキアン（タイ語: นางตะเคียน）といい、ナーンは女性であることを表す語である。このナーン・タキアンの逆鱗に触れてしまった場合は人間が喰い殺されてしまうこともあるため、タイ人たちは現代においてもタキアンを住居用建築材として用いることは忌避する傾向にある。仮に樹齢の長いタキアンの木を伐採する必要が生じた場合、伐採者はナーン・タキアンの許しを乞うための儀式を行わなければならなかった。タイ中部ラーチャブリー県バーンポーン郡の寺院境内にはナーン・マイ（タイ語: นางไม้）として信仰を集めるタキアンの古木が見られるが、宝くじ（タイ語: หวย フワイ）の当選番号の透視などの現世的なものが多く、ご利益があった場合は見返りとして木に女性用のドレスが奉納される。タイではこのナーン・タキアンによる祟りを題材としたホラー映画『タキアン』（原題: ตะเคียน; 監督: チャルーム・ウォンピム (เฉลิม วงศ์พิมพ์); 2003年公開）も製作された。

### 利用

#### 材木
タキアンからは材が得られ、ホペア属の樹種の中では比較的軽軟な材であるメラワンに分類される（#ホペア属も参照）。タキアン材は黄褐色-赤褐色で濃色の縞が見られ、気乾比重0.75、靭性に富み、容易に加工することが可能である。
タイ人は先述の通りナーン・タキアンの祟りを恐れてタキアンを住居用建材として使用することは避けている一方、造船には盛んに用いてきた。

#### 樹脂
タキアンの樹脂はダマール樹脂（英: damar, dammar）と呼ばれる。樹脂は白色・淡黄色・黄褐色・暗色で半透明の粒状あるいは塊状、無臭であり、点火すれば音を立てて燃えるがすぐに消える。幹を傷つけ、滲み出してきてから固まった樹脂を採取する。成分はダマロリック酸（英: dammarolic acid）23パーセント、α-ダマロレセン40パーセント、β-ダマロレセン22.5パーセント、精油、苦味質などである。ダマール樹脂は硬膏、絆創膏などの薬品の原料として用いられる。
なお、ダマール樹脂は同じフタバガキ科の Hopea micrantha Hook.f.、Dipterocarpus turbinatus C.F.Gaertn.、チェンガル（マレー語: cengal; 学名: Neobalanocarpus heimii (King) Ashton; シノニム: Balanocarpus heimii King）、メランティテマック（マレー語: meranti temak; 学名: Shorea hypochra Hance; シノニム: S. crassifolia Ridl.）、Shorea palembanica Miq.（シノニム: S. aptera Burck）からも得られる。

## 諸言語における呼称
wikt:タキアン#翻訳を参照。

## ホペア属
ホペア属（Hopea）は、ロクスバラがタキアンを記載した時が初出と見做されているフタバガキ科の属の一つで、中国南部から熱帯アジアにかけて自生する100種以上からなるものである。Plants of the World Online で独立種として認められているもののうち、タキアンを除いた主なものは以下の通りである（分布情報も同データベースによる）。
- Hopea acuminata Merr. マンガチャプイ（フィリピン名: manggachapui）[15] - フィリピン固有種。
- Hopea apiculata Symington ムルクット（マレー語: melukut）[15] - ミャンマー南部からマレー半島にかけて自生。
- Hopea beccariana Burck メラワンバトゥ（マレー語: merawan batu）[15] - タイの半島部からスマトラ、ボルネオにかけて自生。
- Hopea dryobalanoides Miq. マタクチンイタム[15]（マレー語: mata kucing hitam） - タイの半島部からマレー群島区系西部にかけて自生。
- Hopea hainanensis Merr. & Chun ホペア・ハイナネンシス[15] - 中国海南省、ベトナム北部に自生。
- Hopea micrantha Hook.f. - ボルネオ北部および北西部にのみ自生。
- Hopea montana Symington メラワングノン（マレー語: merawan gunong）[7] - タイの半島部からマレー群島区系西部にかけて自生。
- Hopea nervosa King[16] メラワンジャンカン（マレー語: merawan jangkang）[7] - マレー半島、ボルネオに自生。
- Hopea nutans Ridl. ギアムブツル（マレー語: giam betul）[7] - マレー半島、ボルネオに自生。
- Hopea papuana Diels ドウラ（パプアニューギニア名: doura）[7] - ニューギニア固有種。
- Hopea parviflora Bedd. マラバルテツボク[7] - インド南西部および南部に自生。
- Hopea pierrei Hance ギアムパロン（マレー語: giam palong）[17] - インドシナからマレー半島にかけて自生。
- Hopea plagata (Blanco) S.Vidal ヤカール（英: yacal）[18] - ボルネオ北東部からフィリピンにかけて自生。
- Hopea sangal Korth. ガギール（ボルネオ北部名: gagil）[17] - ミャンマーから小スンダ列島のバリ島にかけて自生。
- Hopea subalata Symington ギアムカンチン[17]（マレー語: giam kancing）- マレー半島（スランゴール州）固有種。
- Hopea sulcata Symington メラワンメランティ（マレー語: merawan meranti）[17] - マレー半島固有種。

この属のうち比較的軽軟な樹種はメラワン（マレー語およびインドネシア語: merawan; マレーシアのサラワク州やサバ州 では gagil や slangan、フィリピンでは manggachapui）、比較的重硬な樹種はギアム（マレー語およびインドネシア語: giam; フィリピン名: yakal）という区別が存在する。